# Midaregami
 (novembre 2023).
La mise en forme du texte ne suit pas les recommandations de Wikipédia : il faut le « wikifier ».
Les points d'amélioration suivants sont les cas les plus fréquents. Le détail des points à revoir est peut-être précisé sur la page de discussion.
- Les titres sont pré-formatés par le logiciel. Ils ne sont ni en capitales, ni en gras.
- Le texte ne doit pas être écrit en capitales (les noms de famille non plus), ni en gras, ni en italique, ni en « petit »…
- Le gras n'est utilisé que pour surligner le titre de l'article dans l'introduction, une seule fois.
- L'italique est rarement utilisé : mots en langue étrangère, titres d'œuvres, noms de bateaux, etc.
- Les citations ne sont pas en italique mais en corps de texte normal. Elles sont entourées par des guillemets français : « et ».
- Les listes à puces sont à éviter, des paragraphes rédigés étant largement préférés. Les tableaux sont à réserver à la présentation de données structurées (résultats, etc.).
- Les appels de note de bas de page (petits chiffres en exposant, introduits par l'outil «  Source ») sont à placer entre la fin de phrase et le point final[comme ça].
- Les liens internes (vers d'autres articles de Wikipédia) sont à choisir avec parcimonie. Créez des liens vers des articles approfondissant le sujet. Les termes génériques sans rapport avec le sujet sont à éviter, ainsi que les répétitions de liens vers un même terme.
- Les liens externes sont à placer uniquement dans une section « Liens externes », à la fin de l'article. Ces liens sont à choisir avec parcimonie suivant les règles définies. Si un lien sert de source à l'article, son insertion dans le texte est à faire par les notes de bas de page.
- La présentation des références doit suivre les conventions bibliographiques. Il est recommandé d'utiliser les modèles {{Ouvrage}}, {{Chapitre}}, {{Article}}, {{Lien web}} et/ou {{Bibliographie}}. Le mode d'édition visuel peut mettre en forme automatiquement les références.
- Insérer une infobox (cadre d'informations à droite) n'est pas obligatoire pour parachever la mise en page.

Pour une aide détaillée, merci de consulter Aide:Wikification.
Si vous pensez que ces points ont été résolus, vous pouvez retirer ce bandeau et améliorer la mise en forme d'un autre article.
Midaregami (みだれ髪, Cheveux emmêlés) est un recueil de tanka (短歌, “Poème court”), écrit par l'autrice japonaise Akiko Yosano durant l'Ere Meiji en 1901. Bien que plus tard célébrée pour ses représentations féministes de la liberté sexuelle d'une femme , son travail a été vivement critiqué au moment de sa publication pour avoir subverti les normes de genre contemporaines.

## Introduction
Avant sa publication en tant que recueil, les 399 poèmes de Yosano étaient écrit comme journal intime imagerie et rouages internes de sa vie durant son éveil sexuel et période de séduction. Chaque poème représente une image saisissante d'une femme pleine de vitalité qui n'attendait pas sur les autres pour décider qui elle pouvait aimer. Elle possédait une sexualité indépendante et cherchait l'amour à son propre rythmes et selon ses propres termes, plutôt qu'attendre qu'un homme vienne la chercher. Yosano soulignait la beauté de son sujet féminin en décrivant les seins, la peau, les lèvres, les épaules et les cheveux noirs.
La jeune femme habite un monde non conventionnel centré sur elle-même, et est rencontrée pour la première fois en train de brosser ses longs, somptueux cheveux noirs, accueillant le matin avec une passion triomphante.
Sono ko hatachi kushi ni nagaruru kurokami no ogori no haru no utsukushiki kana
Cette enfant de 20 ans, un peigne dans les vagues de ses cheveux noirs, est fière de la beauté de son printemps.
Ces cheveux deviennent plus tard emmêlés de péché, dans lequel cette femme maintenant tourmentée erre comme un agneau perdu. Elle se tourne vers les Sutras et Bouddha pour sa rédemption, mais éventuellement, ses cheveux emmêlés et tout le reste, la jeune femme est capable de s'accrocher à son amour sans l'aide la religion.

## Influences and Symbolisme
Midaregami est en premier lieu un journal intime, influencé par la rencontre de la poétesse avec Tekkan Yosano, son mari. Des 399 poèmes, 385 parlent de son amour pour Tekkan, dont l'infidélité initiale (Tekkan avait une conjointe issue d'un mariage de droit commun à cette époque) et la fugue amoureuse sont présentes au sein même des poèmes.
Bien qu'inspiré par la vie réelle, de nombreuses références à l'héritage artistique et littéraire du Japon sont aussi présentes. Midaregami dépeint souvent l'image de l'héroïne Ukifune, venant du classique Le Dit du Genji, Yosano l'ayant lu avidement dans sa jeunesse. Beaucoup des poèmes utilisent aussi les mêmes expressions que celles trouvées dans Le Dit du Genji, ainsi que l'imagerie des cheveux pour exprimer le destin d'un personnage et ses émotions intérieurs.
kurogami no sensuji no kami no midare kami katsu omoi midare omoi midareru
milliers de mèches de cheveux noirs, cheveux emmêlés et sentiments emmêlés
Les longs cheveux noirs apparaissent dans la littérature classique comme symbole de noblesse, de grâce, et de sexualité féminine. Les seins, les lèvres, la peau et les épaules sont utilisent comme beauté indépendante et la force de la jeune femme. A un moment donné, l'autrice utilise l'image d'un mouton comme métaphore illustrant la jeune femme qui perd son chemin. tout au long du recueil, de nombreux mots ont des connotations religieuses dans le Bouddhisme, et les Sutras sont directement mentionnés dans un poème.

## Impact culturel
Midaregami confronte la pensée féodale qui voit les femmes comme responsables de la production d'enfants et de l'organisation de la vie domestique familiale. Durant le début du 20e siècle, la condition actuelle des femmes au Japon est décrit par la phrase "Onna sankai ni ie nashi" (Les femmes n'ont pas de domicile dans le passé, présent ou futur), ce qui signifiait que les actions des femmes dans leurs rôles attendus en tant que fille, femme au foyer, ou mère étaient contrôlés par la trinité patriarcale du père, de l'époux et du fils. Les poèmes de Yosano transformaient la mention symbolique du corps féminin de la maternité et l'allaitement en expression de la beauté naturelle, surtout pour les jeunes femmes.
Midaregami renversait également les normes contemporaines de la modestie féminine et du tabou de la sexualité. Le sujet de ses poèmes expriment ouvertement et librement son désir sexuel pour son amant.
yawa hada no atsuki chishio ni fure mo mi de sabishikarazuya michi o toku kimi
Tu n'as pas touché une seule fois ma douce chair, mon sang chaud qui coule. Ne te sens-tu pas solitaire, toi-toujours prêchant ton chemin ?
A cause de ces admissions explicites et l'écart des normes culturelles, les critiques de ce temps décriaient Yosano et son travail. Cependant, le recueil servit d'inspiration pour les femmes durant le début du 20e siècle, à une époque où les féministes japonaises commençaient à faire connaître leurs positions.